# Liste des gouverneurs actuels des provinces du Panama
 (août 2023).
Cette page dresse la liste des gouverneurs actuels des 13 provinces du Panama. Il y a 10 provinces au sens strict et 3 régions indigènes avec statut de province (comarques).

## Gouverneurs
| Province                  | Nom                        | Depuis (le)       |
| ------------------------- | -------------------------- | ----------------- |
| Bocas del Toro            | Eusebio Vega Vega          | 1er novembre 2013 |
| Chiriquí                  | Hugo Méndez                | 2013/2014         |
| Coclé                     | Sugeidys Flores            | 7 juillet 2014    |
| Colón                     | Jorge Bordanea             | 1er novembre 2013 |
| Darién                    | Humberto Ramos             | 24 juillet 2014   |
| Emberá-Wounaan (comarque) | Dilia Peña                 | 5 mai 2010        |
| Herrera                   | Raúl Antonio Rivera        | 7 juillet 2014    |
| Kuna Yala (comarque)      | Leroy Montero Padilla      | 1er novembre 2013 |
| Los Santos                | Gina Smith                 | 7 juillet 2014    |
| Ngäbe Buglé (comarque)    | Omaira Silvera             | 2009/2014         |
| Panama                    | Rafael Pinto               | 7 juillet 2014    |
| Panama-Ouest              | Temístocles Javier Herrera | Juillet 2014      |
| Veraguas                  | José Noriel Acosta         | 2009              |

## Lien(s) externe(s)
- Gouverneurs actuels
- « Nuevos gobernadores toman posesión de sus cargos » (nov. 2013)